# 曹文生
曹文生（1943年—2022年7月11日），籍貫湖南省永興縣，前中華民國陸軍二級上將，曾任中華民國總統府侍衛長、國防部總政治作戰部主任、中華民國總統府戰略顧問等職位。

## 生平
在國共內戰期間，隨父母移居台灣高雄。畢業於中華民國陸軍官校35期。
1979年，任陸軍防空飛彈指揮部指揮官，後升任226師師長。擔任226師師長期間，戍守大台北地區，後獲得時任總統李登輝賞識，於1990年5月升任中將，接替張光錦出任總統府侍衛長。1992年，接替王若愚，任憲兵司令。1997年12月16日，以二級上將頭銜，接替杜金榮升任國防部總政治作戰部主任。於九二一大地震期間深入災區，指揮各地軍隊投入救災，深獲李登輝總統與湯曜明總長信任。
2000年總統大選，由陳水扁當選中華民國總統，台灣首度政權輪替。曹文生依《中華民國憲法》宣誓向新總統效忠，協助湯曜明總長以錄影向中華民國國軍宣達效忠民選總統、支持軍隊國家化的理念穩定軍心。隨後曹文生申請提前退伍，卸任總政戰部主任一職，轉任總統府戰略顧問。2000年以後，李登輝接受台綜院榮譽董事長一職時，曹文生也一同前往台綜院任職，淡出軍界。
2022年5月，因中風入院，7月11日病逝。

## 爭議事件

### 柔性政變
2004年盛傳發生柔性政變事件，湯曜明向陳水扁推薦曹文生繼任國防部長。參謀總長李傑向總統府及行政院提交正式報告，聲稱曹文生來電約談；向他表示，希望李傑及其下的三個副總長同時裝病。2006年，陳水扁向法院提交李傑的報告後，李傑在立法院再度證實，曾有泛藍將領要求他裝病，但未說明人名。在接獲李傑的報告之後，陳水扁決定停止任用曹文生，改由李傑出任國防部長。
然而，前陸軍副司令劉湘濱、前李登輝辦公室主任蘇志誠與前國安會副祕書長張榮豐皆聲明曹文生是受前總統李登輝之託，前去關心李傑想要請辭的傳聞，認為李傑是為了阻止曹文生接任國防部長，捏造曹文生要他裝病的報告。

### 中山黃埔兩岸情
2016年與多名退伍將官，一同出席第七屆中山黃埔兩岸情，參加在北京人民大會堂的紀念孫中山大會，在台下聆聽習近平演講。新聞畫面傳回台灣後引發關注。

## 榮譽
曾獲頒獲頒雲麾、忠勤、陸海空軍、干城、光華等勳獎章近30座。
過世後入祀國軍高雄忠靈塔。